# Oxira formosana
Oxira formosana är en fjärilsart som beskrevs av Charles Boursin 1948. Oxira formosana ingår i släktet Oxira och familjen nattflyn. Inga underarter finns listade i Catalogue of Life.